# بيل كوري (لاعب كرة قدم)
بيل كوري (بالإنجليزية: Bill Currie)‏ هو لاعب كرة قدم بريطاني في مركز قلب الدفاع، ولد في عقد 1940. شارك مع منتخب بريطانيا العظمى تحت 23 سنة لكرة القدم. أما مع النوادي، فقد لعب مع نادي ألبيون روفرز.